# Mister Flow
Pour plus de détails, voir Fiche technique et Distribution.
Mister Flow est un film français réalisé par Robert Siodmak en 1936.

## Synopsis
Achille Durin, majordome de Lord Scarlett, emprisonné à la Santé pour un simple vol d'épingle de cravate, est en fait Mister Flow, un dangereux malfaiteur. Il réussit à envoyer son naïf avocat, Antonin Rose, porter une malette contenant un nécessaire de cambriolage à sa complice, Lady Scarlett, à Deauville. Celle-ci doit commettre des vols en laissant la carte de Mister Flow afin de détourner les soupçons qui pèsent sur Durin/Flow. Mais Lady Scarlett préfère Antonin Rose à Mister Flow qui restera un an de plus en prison.

## Fiche technique
- Titre : Mister Flow
- Réalisation : Robert Siodmak, assisté de Alain Antik
- Scénario : d'après le roman éponyme de Gaston Leroux
- Adaptation : Henri Jeanson, Charles Noti
- Dialogue : Henri Jeanson
- Images : René Gaveau, Armand Thirard
- Opérateur : Jean Bachelet, assisté d'André Thomas
- Son : Joseph de Bretagne
- Musique : Michel Lévine (Michel Michelet), dirigée par Pierre Chagnon
- Montage : Jean Mamy
- Décors : Robert Gys, Léon Barsacq
- Production : Vondas Films (France)
- Directeur de production : Constantin Geftman, Roger Le Bon
- Chef de production : Fernand Rivers
- Pays de production :  France
- Langue :  Français
- Format : Noir et blanc — 35 mm — 1,37:1 — Son : Mono
- Genre : Comédie dramatique
- Durée : 100 min
- Date de sortie : 
  - France : 10 août 1936 - (2 décembre 1936 (selon Imdb))

## Distribution
- Louis Jouvet : Achille Durin / Mister Flow
- Edwige Feuillère : Lady Héléna Scarlett
- Fernand Gravey : Antonin Rose, avocat
- Mila Parély : Marceline
- Jean Wall : Robert
- Marguerite de Morlaye : une dame au casino
- Vladimir Sokoloff : Merlow
- Jean Périer : Lord Philipp Scarlett
- Jim Gérald : Benett
- Victor Vina : Gerber
- Philippe Richard : le procureur
- Tsjundo Maki : Maki
- Yves Gladine : un inspecteur
- Léon Arvel : le président du tribunal
- Louis Vonelly : le directeur de l'hôtel
- Paul Marcel : un joueur
- Enrico Glori : l'interprète
- Albert Brouett : l'avocat
- Georges Cahuzac
- Myno Burney
- Irène Lud
- Agnès Duval

## Autour du film
Au début de la scène de tribunal on peut voir un plan énumérer les affaires du jour, on peut ainsi y lire des choses farfelues comme « Achard contre Chevalier » ou encore « Mistinguett contre Shirley Temple ».